# Централни комитет Комунистичке партије Кине
Централни комитет Комунистичке партије Кине (скраћено ЦК КПК; до 1927. познат и под именом Централни извршни комитет) је највиши руководећи орган у Комунистичкој партији Кине између два Конгреса. Његово чланство тренутно броји 205 особа, од којих се већина мења из састава сваких пет година током одржавања партијског конгреса. У пракси, процес селекције се обавља приватно, обично кроз консултације Политбироа КПК са његовим Сталним комитетом.
Централни комитет КП Кине је највиши партијски орган у Народној Републици Кини, у којем су заступљени представници Партије из свих кинеских аутономних република и покрајина. Према уставу КПК, Централном комитету је поверено овлашћење да бира генералног секретара и чланове Политбироа те његовог Сталног комитета, као и Централну војну комисију. Потврђује састав Секретаријата и Централне комисије за инспекцију дисциплине. Такође надгледа рад различитих извршних националних органа КПК. Управне послове Централног комитета обавља Генерална канцеларија ЦК. Генерална канцеларија формира помоћно особље централних органа који раде у име Централног комитета између пленарних седница (пленума).
Комитет се обично састаје најмање једном годишње на пленуму и функционише као главни форум за дискусију о релевантним политичким питањима. Комитет, међутим, функционише на принципу демократског централизма односно, када се донесе одлука, цело тело је једниогласно. Улога Централног комитета варирала је кроз историју. Иако генерално врши власт кроз формалне процедуре дефинисане у партијском уставу, његова способност да утиче на исходе кадровских одлука на националном нивоу је ограничена, јер ту функцију у пракси углавном обављају Политбиро и пензионисане старешине странке које задрже утицај. Ипак, пленуми Централног комитета функционишу као места где се расправља о политици, фино подешава и јавно објављује у облику „резолуција“ или „одлука“.

## Генерални секретари ЦК КПК
- Чен Дусју (1921—1927)
- Ћу Ћубај (1927—1928)
- Сјанг Џунгфа (1928—1931)
- Ли Лисан (в.д.; 1928-1930)
- Ванг Минг (в.д.; 1931-1932)
- Бо Гу (1931—1935)
- Чанг Венцијан (1935—1943)
- Мао Цедунг (1943—1976)
- Хуа Гуофенг (1976—1981)
- Ху Јаобанг (1981—1987)
- Чао Цијанг (1987—1989)
- Ђанг Цемин (1989—2002)
- Ху Ђинтао (2002—2012)
- Си Ђинпинг (2012-)